# 1987 في رومانيا
فيما يلي قوائم الأحداث التي وقعت خلال عام 1987 في رومانيا.

## رياضة
- 30 يونيو – دوري الدرجة الأولى الروماني 1986–87 الفائز نادي ستيوا بوخارست.

## مواليد

### يناير
- 1 يناير – روكساندرا بوبا
- 5 يناير – ايوان ميرا لاعب كرة قدم روماني.[1]

### فبراير
- 1 فبراير – كوستل بانتيليمون لاعب كرة قدم روماني.[2]
- 12 فبراير – غابرييلا مارجينيان لاعبة كرة سلة رومانية.
- 18 فبراير – كريستيان تاناسي لاعب كرة قدم روماني.[3]

### مارس
- 8 مارس – أليكساندرو باربو متزحلق جبال الألب روماني.
- 12 مارس – كريستيان ماريوس ماتي لاعب كرة قدم روماني.
- 14 مارس – ميرتشا أكسينتي لاعب كرة قدم روماني.[4]
- 19 مارس – أوليفيا أوبريا لاعبة كرة قدم رومانية.[5]
- 28 مارس – ألكسندرو كسيبريغي لاعب كرة يد روماني.
- 28 مارس – ميليندا غيغر لاعبة كرة يد رومانية.

### أبريل
- 23 أبريل – جورجيانا سيوسيوليتي لاعبة كرة يد رومانية.

### يونيو
- 5 يونيو – نيكولاي بوغدان مُجدّف كانوي روماني.[6]
- 7 يونيو – لازلو سيبسي لاعب كرة قدم روماني.
- 28 يونيو – بوغدان ستانكو لاعب كرة قدم روماني.[7]
- 29 يونيو – بول باتين لاعب كرة قدم روماني.[8]

### يوليو
- 22 يوليو – غابرييلا ميهالشي لاعبة كرة يد رومانية.

### أغسطس
- 8 أغسطس – مادالينا ديانا غينا
- 20 أغسطس – كاتالينا بونور لاعبة جمباز فني رومانية.

### سبتمبر
- 11 سبتمبر – ماريان مارين لاعب كرة قدم روماني.[9]
- 14 سبتمبر – أندري جورجي لاعب خماسي حديث غواتيمالي.
- 16 سبتمبر – ماركوس كراوس لاعب كرة قدم ألماني.[10]
- 25 سبتمبر – مونيكا نيكوليسكو لاعبة كرة مضرب رومانية.
- 27 سبتمبر – كريستيان همر ملاكم روماني-ألماني.

### أكتوبر
- 31 أكتوبر – أليكساندرو مونتيانو لاعب كرة قدم روماني.

### ديسمبر
- 12 ديسمبر – ديانا بوزيان لاعبة كرة مضرب رومانية.

## وفيات

### فبراير
- 1 فبراير – توني إيورداتش (مواليد 1942) موسيقي روماني.
- 20 فبراير – كونستانتين أفرام (مواليد 1911) مهندس روماني.

### يوليو
- 30 يوليو – أندريه باربوليسكو (مواليد 1917) لاعب كرة قدم روماني.

### أغسطس
- 26 أغسطس – ألكسندرو بوربيلي (مواليد 1910) لاعب كرة قدم روماني.

### ديسمبر
- 4 ديسمبر – كونستانتين نويكا (مواليد 1909)